# Garat (település)
Garat (románul: Dacia, 1931-ig Ștena, németül: Stein) falu Romániában, Erdélyben, Brassó megyében.

## Fekvése
Kőhalomtól 7 km-re nyugat–délnyugatra, az egykori Királyföldön fekszik.

## Nevének eredete
Mind magyar, mind német neve egy szláv eredetire megy vissza. A szláv grohot jelentése 'kőrakás, kőgörgeteg' (így vsz. összefügg a szomszédos Kőhalom nevével). Ennek hangtanilag módosult formája a magyar, tükörfordítása a német név (Stein 'kő'). Első említésekor, 1309-ben neve Lapis, ami latinul ugyanazt jelenti. Később, 1432-ben Stein, 1532-ben Steya, 1733-ban Garad, 1750-ben Sztena, 1850-ben Styena. Eredeti román neve Ștena, a németből való.

## Története
Szász falu volt Kőhalomszékben, majd 1876-tól Nagyküküllő vármegyében, több sósforrással.

## Népessége
- 1850-ben 1263 lakosából 627 volt német, 507 román és 128 cigány nemzetiségű; 635 ortodox és 626 evangélikus vallású
- 1910-ben 1358 lakosából 744 volt román és 606 német anyanyelvű; 744 ortodox és 604 evangélikus vallású
- 2002-ben a népszámlálás 671 lakost írt össze: 418 román, 232 cigány és 16 magyar nemzetiségűt; 652 ortodox és 7 református vallásút

## Látnivalók
- A szász evangélikus erődtemplom. Mai formájában 1845-ben épült, amikor a középhajó fölé épített, védelmi célú emeletet elbontották és a hajót nyugat felé meghosszabbították, belső várfalát pedig lebontották. Tornya újkori építmény, védőművei a 15. században épültek. Egyik harangja a 13–14. századból, a másik a 15. század közepéről származik.[2]
- 1905-ből való evangélikus parókiáját felújították és közösségi házzá alakították át. Szállást is kínál.

## További információk

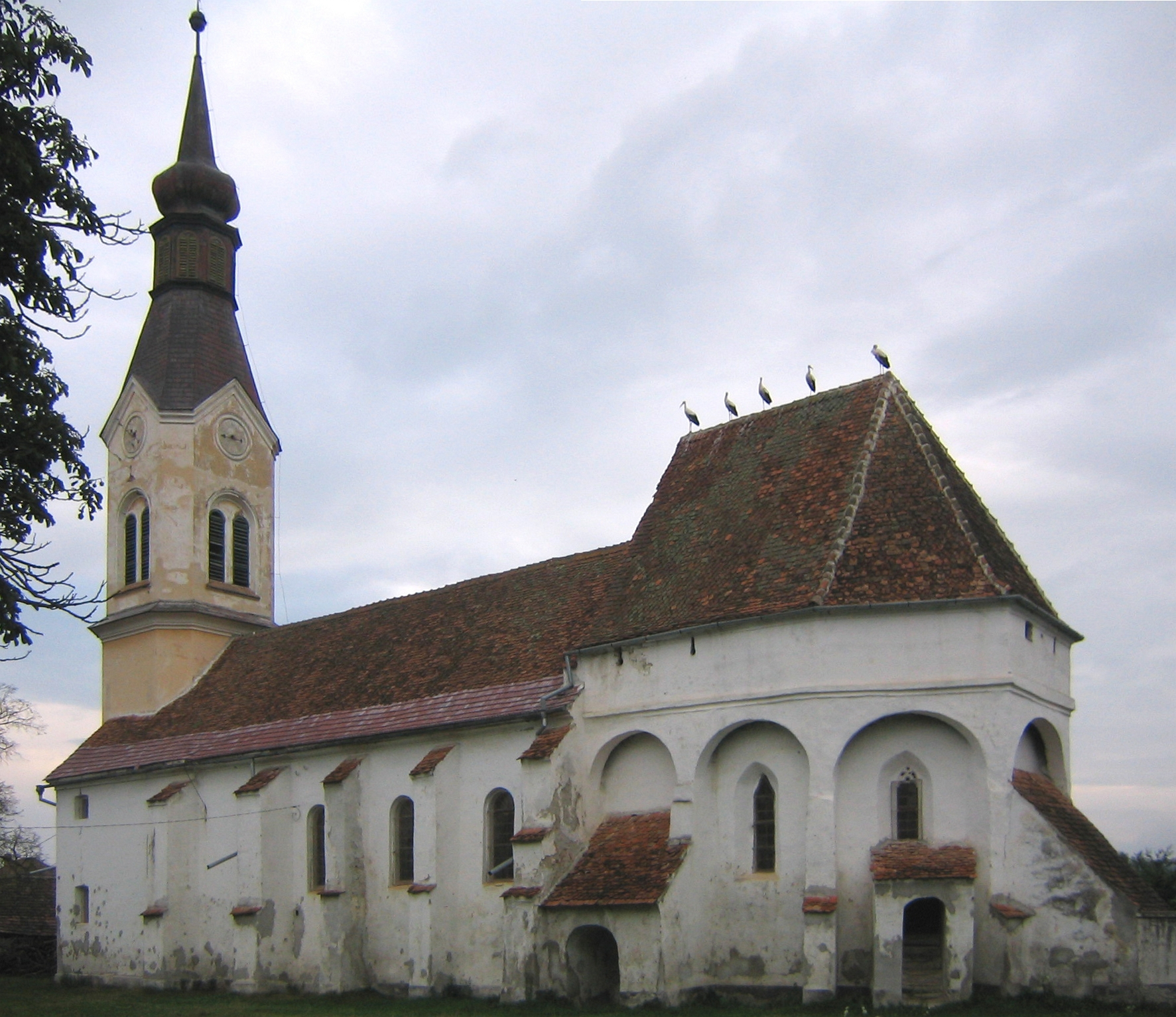
A garati evangélikus templom, gólyákkal